# Johnny Byrne
John Joseph (Johnny) „Budgie“ Byrne (* 13. Mai 1939 in West Horsley; † 27. Oktober 1999 in Kapstadt) war ein englischer Fußballspieler auf der Position des Stürmers.

## Karriere

### Verein

#### 1956 bis 1962: Crystal Palace
Byrne spielte in der Jugend erst für Epsom Town und dann bei Guildford City, bevor er von einem Crystal-Palace-Scout entdeckt wurde und dort an seinem 17. Geburtstag einen Profivertrag unterschrieb. Während der nächsten beiden Jahre wurde er zum Stammspieler beim damaligen Viertligisten, in seiner ersten Saison erzielte er in 14 Spielen ein Tor, in der zweiten dann schon sieben Tore in 29 Spielen. 1960/61 stieg Palace in die dritte Liga auf, wobei Byrne mit 31 Treffern (in 45 Partien) großen Anteil hatte.

#### 1962 bis 1967: West Ham
Kurz nach seinem ersten Länderspiel wurde Byrne von Ron Greenwood für die damalige englische Rekordablöse von 60.000 £ von West Ham verpflichtet, zudem erhielt Palace als zusätzliche Entschädigung noch den Stürmer Ron Brett.
1963/64 gewann Byrne mit den Hammers den FA Cup (3:2 gegen Preston North End im Finale) und wurde in derselben Spielzeit von den Fans zum Spieler des Jahres bei West Ham gewählt, und das trotz der Präsenz der späteren Weltmeister Bobby Moore, Geoff Hurst und Martin Peters.
Ein Jahr später folgte der Sieg im heute nicht mehr existierenden Europapokal der Pokalsieger, damals jedoch eine der wichtigsten internationalen Trophäen. Allerdings konnte Byrne am Endspiel auf Grund einer Verletzung nicht teilnehmen.

#### 1967 bis 1969: Rückkehr zu Palace
Im Winter 1967 kehrte Byrne zu seinem alten Club Crystal Palace zurück und erzielte während der nächsten anderthalb Jahren sechs Tore in 39 Spielen, wodurch er sein Torekonto bei Palace auf insgesamt 101 Treffer in 259 Spielen brachte, der siebthöchste Wert aller Palace-Torschützen.

#### 1969/70: Fulham
Zur Saison 1969/70 wechselte Byrne innerhalb Londons zum FC Fulham, wo er in seiner einzigen Spielzeit 19 Spiele (2 Tore) absolvierte.

#### 1970 bis 1972: Durban City
Danach wechselte Byrne zusammen mit seinen Fulham-Teamkollegen Bobby Keats und Johnny Haynes nach Südafrika, wo er für drei Jahre beim inzwischen aufgelösten Verein Durban City spielte.

### Nationalmannschaft
Im November 1961 wurde Byrne einer von bis heute nur fünf englischen Nationalspielern, die außerhalb der ersten beiden Ligen spielten, als er sein erstes Länderspiel gegen Nordirland (1:1) bestritt. In seinem zweiten Spiel für England 1963 gegen die Schweiz erzielte er beim 8:1-Sieg seine ersten beiden Tore im Nationaldress.
Von da an kam Byrne regelmäßig zum Einsatz und erzielte im Mai 1964 bei einem 4:3-Sieg gegen Portugal drei Treffer, trotzdem berief ihn der damalige englischer Nationaltrainer Alf Ramsey nicht in den Kader zur Weltmeisterschaft 1966.
Sein letztes Spiel für England absolvierte Byrne am 10. April 1965 gegen Schottland. Von elf Länderspielen (acht Tore) konnte er fünf gewinnen, drei endeten unentschieden und drei gingen verloren.

## Nach der Spielerkarriere
Byrne blieb für den Rest seines Lebens in Südafrika und trainierte nach seiner Spielerkarriere verschiedene südafrikanische Vereine, u. a. seinen Ex-Club Durban. Mit 60 Jahren starb er 1999 in Südafrika.
Sein 2021 verstorbener Sohn Mark war Spieler beim Hellenic FC und den Cape Town Spurs. Später war er Präsident des Hellenic FC.